# Anarchisme en Afrique
Anarchisme en Afrique désigne à la fois l'organisation politique primitive de certaines sociétés traditionnelles africaines, l'émergence du mouvement libertaire dans la période coloniale et les expressions anarchistes modernes.

## Organisation primitive de type « libertaire»
Bien que perçue par une majorité d'occidentaux comme univoque, l'Afrique pré-coloniale présente une grande variété de sociétés, dotées chacune de son organisation propre, et de systèmes de gouvernements qu'il est possible de rattacher aux systèmes politiques connus.
Ainsi Élisée Reclus a identifié de fortes disparités dans les systèmes politiques qu'il a pu étudier dans le cadre de ses études géographiques.
À côté de systèmes de type étatique, des cas de société de type libertaires ont été rapportés. Il s'agit d'espaces dit « francs » (l'opposé des « espaces étatisés »), dont selon l'ethnologue Joël Bonnemaison et le géographe Michel Benoit qui ont mené une étude en Afrique occidentale, les populations « œuvr[ai]ent activement pour empêcher l'émergence du pouvoir en leur sein ».
Ces sociétés sont souvent qualifiées de « sauvages » par les occidentaux qui n'y retrouvent pas la norme connue, celle de l'État, et qui les perçoivent comme un « espace du « primitif » qui n’aurait pas su ou pu s’étatiser ». Michel Benoit les qualifie de « libertaires ». Selon lui, leur organisation ne relève pas d'« une incapacité à s'éloigner de l’aptitude à gérer des stocks de ressources dans la nature, mais [est] le résultat d’une stratégie égalitariste destinée à empêcher l’accumulation privilégiée de biens et la manifestation d’un pouvoir induit par leur redistribution ».
Plusieurs sociétés de ce type ont ainsi été identifiées au sein du grand groupe des Tenda peuplant au XIXe siècle l'actuel Sénégal oriental et le nord de la Guinée : Bassaris vivant entre le  Fouta-Djalon et le Niokolo Koba sur le mont Paté, anciens chasseurs-cueilleurs s'étant accommodés avec leurs dieux pour leur emprunter la terre et la défricher ;  Coniaguis, etc.[style à revoir]
Chez les Cogniaguis, cultivateurs dont le reste de l'organisation était proche de celle des Bassaris, il existe un chef qui a un pouvoir assez relatif de juge dont, selon un rapport de 1903, l'avis est recueilli mais dont les sentences ne sont guère respectées, les décisions se prenant au sein de conseils villageois. L'organisation économique relève d'une forme de collectivisme. La terre n'appartient à personne, et notamment pas à ceux qui la cultivent. Après gel de parcelles destinées à assurer l'assolement, elle est régulièrement réattribuée, en fonction des besoins de chacun, aux chefs de famille, qui à leur tour l'affectent aux membres de leur famille, toujours en fonction des besoins. La nature collective de la propriété implique qu'il est impossible de vendre la terre, ni même d'en laisser l'usage à des tiers, avec quelques exceptions pour des Bassaris à qui l'usufruit est quelquefois accordé.

## La période coloniale
Selon l'historien français Gilbert Meynier : « Les antécédents anticolonialistes de l'anarchisme français ne permettent pas vraiment de le distinguer, sur le chapitre des colonies, du reste du mouvement ouvrier. Il serait erroné de penser que la tradition anarchiste fut tout uniment anticolonialiste. Si des militants se réclamant à un titre ou à un autre du courant libertaire/anarchiste purent avoir des positions anticolonialistes, ce fut principalement par le biais de l'antimilitarisme ou de la défense, générale et globale, des opprimés. »

## Afrique du Sud
L'anarchisme apparait en Afrique du Sud dans les années 1880, avec l'arrivée d'émigrants anglais. Jusqu'aux années 1920, il est un des courants actif du mouvement socialiste, marqué dès ses débuts par le syndicalisme ouvrier.
À la suite de la révolution russe de 1917 et de l'hégémonie communiste qui s'ensuit, les idées libertaires sont marginalisées dans le mouvement social, même si des signes d'une influence anarchiste et syndicaliste révolutionnaire persistent, à partir des années 1970, dans certains des groupes de la gauche radicale qui résistent au régime de l'apartheid.
L'anarchisme, en tant que courant spécifique, n'émerge vraiment qu'à partir du début des années 1990.

## Algérie
Dès la fin du XIXe siècle, de nombreux groupements de militants politiques (émigrés ou exilés d'origine européenne) se réclament de l'anarchisme et éditent, pour la plupart, leur journal dont la publication varie entre un numéro unique et des titres à parution plus ou moins régulière sur plusieurs années.
Entre 1890 et 1926, malgré l'apparition de quelques groupes anarchistes et d'initiatives pour les fédérer comme la Fédération Anarchiste Algérienne ou la Fédération Libertaire d'Afrique du Nord, le mouvement libertaire ne réussit pas à se développer sur le sol algérien et encore moins au Maroc ou en Tunisie.
Malgré leur envie de développer l'anarchisme à l'ensemble du peuplement d'Algérie, le mouvement anarchiste est à dominante européenne. Les rédacteurs d'articles, les souscripteurs ainsi que les abonnés de la presse libertaire sont dans leur ultra majorité des Européens d'Algérie. Et il faut attendre les années 1920 pour que des militants d'origine algérienne, dont Mohamed Saïl, rejoignent le mouvement mais leur nombre est insignifiant.
Pendant les années 1950-1960, le mouvement libertaire français se divise, et parfois s'oppose, sur la question de la lutte de libération nationale algérienne sans jamais parvenir à s'implanter dans les populations locales.

## Égypte
Le mouvement anarchiste apparait en Égypte à la fin du XIXe siècle introduit par des exilés politiques surtout italiens, mais disparait dans les années 1940.
Dans les années 1860, les anarchistes ont joué un rôle pionnier dans l’introduction d’une pensée politique radicale en Égypte. Leurs idées se sont enracinées au départ au sein des communautés étrangères, surtout les travailleurs immigrés italiens et les exilés politiques, résidant dans le pays.
Le mouvement libertaire réapparait lors de la Révolution égyptienne de 2011, au travers de groupes tels que le Mouvement socialiste libertaire (MSL) fondé le 23 mai 2011 et de Black Flag. Le 7 octobre 2011, le MSL tient sa première conférence au Caire.

## Éthiopie
En 2020, le Horn Anarchists collective a été créé pour diffuser des idées anarchistes dans la Corne de l'Afrique, en particulier en Éthiopie et au sein de la diaspora éthiopienne. Le Horn Anarchists collective a activement participé à la campagne contre la guerre du Tigré, qu'ils ont qualifiée de "génocide", l'analysant comme un produit du nationalisme croissant et d'un virage politique vers la droite sous le gouvernement d'Abiy Ahmed et du parti au pouvoir, Prosperity Party.

## Eswatini
Depuis 2003, le Zabalaza Anarchist Communist Front (ZACF) a une présence clandestine en Eswatini, avec des swazis rejoignant l'organisation. Le ZACF a commencé à soutenir ouvertement le mouvement pro-démocratie et à populariser les idées anarchistes parmi les jeunes, certains membres travaillant même au sein du Congrès de la jeunesse du Swaziland (SWAYOCO),. Le 1er octobre 2005, huit membres du SWAYOCO, dont le membre du ZACF, Mandla Khoza, ont été arrêtés par la police lors d'une manifestation de jeunes à Manzini, qui protestait contre la répression de l'opposition pro-démocratique.

## Nigeria
Le mouvement anarchiste nigérian a émergé au début des années 1990, avec la création de l'organisation anarcho-syndicaliste Awareness League.

### Travaux universitaires
- Michel Benoit, Espaces francs et espaces étatisés en Afrique occidentale, Cahiers de sciences humaines, no 24/4, 1988, p. 513-519, texte intégral.
- Federico Ferretti, Esclaves libérés et vols d’histoire: la géographie d’Élisée Reclus et l’Afrique subsaharienne, Elisée - Revista de Geografia, Université de Genève, vol.1, no 2, 2012, texte intégral.
- Philippe Bouba, L’Anarchisme en situation coloniale, le cas de l’Algérie. Organisations, militants et presse, 1887-1962, thèse de doctorat en histoire et histoire de l'art, sous la dir. de Michel Cadé et de Hassan Remaoun, univ. de Perpignan et univ. d'Oran Es-Senia (Algérie), 2014, 364 p.
- Philippe Bouba, Le mouvement anarchiste en Algérie de 1887 à 1926 : presse de propagande et de combat, activités militantes et positions politiques face au fait colonial, La guerre d’Algérie revisitée. Nouvelles générations, nouveaux regards, KADRI Aïssa, BOUAZIZ Moula, QUEMENEUR Tramor (sous la direction de), Paris, Karthala, 2015, 396 p.
- Philippe Bouba, Positions et revendications des anarchistes d’Algérie à travers l’étude du Flambeau, organe anarchiste d’Afrique du Nord (1923-1926) : militantisme, propagande envers la population colonisée et anticolonialisme libertaire, Revue Domitia (no 13), Autour de la Méditerranée, Univ de Perpignan Via Domitia, 2014.
- Guillaume Rey, Les institutions politiques mossis à l'épreuve de la situation coloniale, L'Harmattan, Études africaines, 2013, Mémoire de master d'Histoire des relations internationales, sous la direction de Vincent Joly, Centre de recherches historiques de l'Ouest, Université Rennes 2 Haute-Bretagne, 2011.
- Olivier p Nguema Akwe, Pour une anthropologie anarchiste des techniques du corps dans la sorcellerie sportive : le Mesing chez les Fang du Gabon, Thèse de doctorat en Sociologie et anthropologie politique, s/d de Michel Rautenberg et Daniel Colson, École doctorale Histoire, géographie, aménagement, urbanisme, archéologie, sciences politiques, sociologie, anthropologie (Lyon), 2013, résumé en ligne.
- Sylvain Boulouque, Les anarchistes et les soulèvements coloniaux. De la guerre d'Indochine à la guerre d'Algérie, L'Homme et la société, no 123-124, 1997, Actualité de l'anarchisme, p. 105-117, texte intégral.
- Valentin Cionini, Solidarité Internationale Antifasciste, ou l’humanitaire au service des idées anarchistes, Studi di Storia Contemporanea, Diacronie, no 7, 2011, p. 11-12, texte intégral.
- Jacques Ghiloni, Michael Schmidt, Cartographie de l'anarchisme révolutionnaire, Lectures, Liens Socio, 2012/11/12, texte intégral.
- Anthony Gorman, Socialisme en Égypte avant la Première Guerre mondiale : la contribution des anarchistes, Cahiers d'histoire. Revue d'histoire critique, no 105-106, 2008, texte intégral.
- Gilbert Meynier, Les anarchistes français et la guerre d'Algérie, Université Nancy 2, 2010, texte intégral.